# Розен, Александр Григорьевич
Барон Алекса́ндр Григо́рьевич Ро́зен (1812—1874) — старший сын генерала от инфантерии Г. В. Розена, отличившийся во время штурма Варшавы в 1831 году.

## Биография
Родился в декабре 1812 года в Петербурге, крещен 4 января 1813 года в Воскресенской церкви, крестник князя А. И. Горчакова и графини Н. А. Зубовой. Образование получил в Пажеском корпусе, из которого в 1830 году выпущен прапорщиком во 2-й егерский полк. 3 декабря 1830 года прикомандирован к лейб-гвардии Преображенскому полку и 27 января 1831 года переведен в этот полк. В рядах последнего полка барон А. Г. Розен в 1831 году принял участие в кампании против восставших поляков,. 25-26 августа участвовал в штурме передовых варшавских укреплений в числе добровольцев, был контужен в грудь пулей и прикладом ружья. За блистательную храбрость и мужество 25 декабря 1831 года награждён орденом св. Георгия 4-й степени (№ 4661 по кавалерскому списку Григоровича — Степанова). Имеет также серебряную медаль за взятие Варшавы и польский знак отличия за военное достоинство 4-й степени.
Произведен в прапорщики 2 апреля 1833 года, в поручики — 6 декабря 1835 года. 23 января 1837 года назначен адъютантом к командующему войсками Кавказской линии и в Черномории генерал-лейтенанту А. А. Вельяминову. 11 октября 1837 года назначен флигель-адъютантом к Его Императорскому Величеству. За отлично-усердную и ревностную службу 1 сентября.1839 года награждён орденом Святого Владимира 4-й степени.
В 1842 году, будучи штабс-капитаном, барон Розен по высочайшему повелению предан суду за то, что, испросив разрешение Николая I, женился 18 февраля 1842 года на дочери генерал-лейтенанта В. Д. Иловайского Евдокии Васильевне (20.07.1820—05.07.1842), не имея на то законного свидетельства её отца. По высочайшей конфирмации 25 июля 1842 года переведён майором в Апшеронский пехотный полк и лишён звания флигель-адъютанта. 13 марта 1843 года зачислен по армейской кавалерии, с назначением состоять при Кавказском линейном казачьем войске. На Кавказе ему неоднократно, начиная с 1837 года, доводилось принимать участие в боях с горцами. С 19 августа 1843 года командовал линией Военной Грузинской дороги.
Овдовев, в феврале 1847 года женился на княжне Елизавете Борисовне Святополк—Четвертинской (1815—12.04.1869; умерла в Петербурге от воспаления мозга и его оболочки; похоронена в фамильной усыпальнице в сельце Филимонки Подольского уезда, Московской губернии, под нижним храмом прп. Сергия Радонежского Князе-Владимирского женского монастыря).
Находясь в бессрочном отпуску, высочайшим приказом от 14 марта 1848 года уволен за болезнью от службы подполковником. Скончался 24 января 1874 года в Москве, похоронен на кладбище Данилова монастыря.